# Farah Nabulsi
Farah Nabulsi (Londra, 1978) è una regista, sceneggiatrice e attivista palestinese con cittadinanza britannica.

## Biografia e carriera
Farah Nabulsi è nata e cresciuta a Londra da madre palestinese e padre palestinese-egiziano. Il padre stava conseguendo un dottorato di ricerca a Londra quando conobbe la madre, che si era appena trasferita dal Kuwait per fuggire alla Naksa. Studiò al collegio femminile Francis Holland School e si laureò in Economia alla Cass Business School della City University di Londra. Per molti anni Nabulsi lavorò come broker presso la JPMorgan Chase, occupandosi di mercati azionari in Medio Oriente. Dopo essersi sposata e aver conseguito la qualifica CFA, fondò un gruppo societario a Dubai focalizzato sui servizi per l'infanzia.
Nel 2013, al termine di un lungo viaggio in Palestina, Nabulsi sentì la necessità di abbracciare una carriera artistica per testimoniare le discriminazioni che i Palestinesi subiscono in Israele. Nel 2016, Nabulsi fondò una società di produzione mediatica no-profit, la Native Liberty, allo scopo di raccontare la Palestina attraverso progetti cinematografici. Nello stesso anno, lanciò il sito web Ocean of Injustice, una piattaforma educativa in lingua inglese con notizie provenienti dai territori occupati da Israele.

## Filmografia

### Regista
- Nightmare of Gaza - cortometraggio (2018)
- The Present - cortometraggio (2020)
- The Teacher (2023)

### Sceneggiatrice
- Oceans of Injustice, regia di Bruno de Champris - cortometraggio (2016)
- Today They Took My Son, regia di Pierre Dawalibi - cortometraggio (2017)
- Nightmare of Gaza, regia di Farah Nabulsi - cortometraggio (2018)
- The Present, regia di Farah Nabulsi - cortometraggio (2020)
- The Teacher, regia di Farah Nabulsi (2023)

## Riconoscimenti
- The Present
  - 2021: Premi Oscar – Candidatura per il miglior cortometraggio
  - 2021: Premi BAFTA – Miglior cortometraggio
  - 2020: Festival international du court métrage de Clermont-Ferrand – Premio del pubblico come miglior film
  - 2020: Cleveland International Film Festival – Premio del pubblico come miglior film
  - 2020: Brooklyn Film Festival – Premio del pubblico come miglior cortometraggio narrativo
  - 2020: Palm Springs International Shortfest – Premio speciale di guria Bridging the Borders[6]
  - 2020: Heartland Indy Shorts Film Festival (Indiana) – Premio del pubblico come miglior cortometraggio narrativo[7]
  - 2020: Cordillera International Film Festival (Nevada) – Gran premio di giuria come miglior cortometraggio[8] e candidatura alla miglior regia[9]
  - 2020: DC Shorts International Film Festival – Miglior cortometraggio narrativo internazionale[10]
  - 2020:  Festival Internacional de Curtametraxes de Bueu (Spagna) – Premio del pubblico come miglior cortometraggio[11]
  - 2020: Short Shorts Film Festival & Asia (Giappone) – Premio del pubblico come miglior cortometraggio[12]
  - 2020: Sedicicorto International Film Festival – Miglior cortometraggio straniero[13]
  - 2020: Santa Fe Independent Film Festival – Miglior cortometraggio[14]
  - 2020: International Short Film Festival Signes de Nuit (Francia) – Premio di giuria Signs Award[15]
  - 2020: Boston Palestine Film Festival – Premio del pubblico al miglior cortometraggio narrativo[16]
  - 2020: Manhattan Short Film Festival – Oro al miglior film[17]
  - 2020: Aesthetica Short Film Festival (Regno Unito) – Miglior film drammatico[18]
  - 2020: Ajyal Film Festival (Qatar) – Premio Hilal al miglior cortometraggio narrativo
  - 2020: Curta Cinema Rio de Janeiro International Short Film Festival – Miglior regia
  - 2020: London Film Week – Miglior cortometraggio
  - 2020: Arab Film Fest Collab (Stati Uniti d'America) – Premio del pubblico come miglior cortometraggio
  - 2021: Dublin Arabic Film Festival – Premio Jim Sheridan al miglior cortometraggio[19]
  - 2021: Flickerfest International Short Film Festival (Australia) – Miglior cortometraggio straniero[20]
  - 2021: Miami International Film Festival – Miglior cortometraggio straniero
  - 2021: Beirut International Women Film Festival – Miglior cortometraggio narrativo straniero[21]

- Altri film
  - 2017: Nazra Palestine Short Film Festival – Premio speciale "Oltre le Mura" per il film Oceans of Injustice[22]